# Kornelia Kunisch
Kornelia Kunisch (* 17. Oktober 1959 in Lübben als Kornelia Elbe) ist eine ehemalige deutsche Handballspielerin.

## Karriere
Mit dem Handballspiel begann Kornelia Kunisch bei der TSG Calbe. 1973 wechselte sie zum SC Magdeburg. Bis 1990 blieb sie dem Verein treu und konnte in dieser Zeit zahlreiche nationale und internationale Erfolge erzielen. DDR-Nationaltrainer Peter Kretzschmar berief sie in die DDR-Auswahl. Für die Frauennationalmannschaft der DDR bestritt Kunisch 200 Länderspiele, in denen sie 675 Tore warf. 1983 wurde sie zur Handballerin des Jahres gewählt
Nach der Wende ging sie zu TuS Eintracht Minden in die Handball-Bundesliga. 1997 beendete sie dann ihre Bundesligakarriere und wechselte zum Regionalligisten VT Bückeburg. Mit der Mannschaft stieg sie 2001 in die 2. Handball-Bundesliga Nord auf, bestritt aber dann nur noch die Heimspiele der Mannschaft.
Kornelia Kunisch ist Diplom-Sportlehrerin und arbeitet als Physiotherapeutin in Minden. Nebenbei trainiert sie die C-Jugend von GWD Minden.
Ihr Sohn Christopher spielt für GWD Minden in der 3. Liga.

## Erfolge
- Weltmeister 1978 in der CSSR
- Vizeweltmeister der Juniorinnen 1979
- Bronzemedaille bei den Olympischen Spielen 1980 in Moskau
- DDR-Meister 1981 mit dem SC Magdeburg
- Torschützenkönigin der DDR-Oberliga 1980 und 1989

## Auszeichnungen
- 1984 – Vaterländischer Verdienstorden in Silber[7]